# Celestina Popa

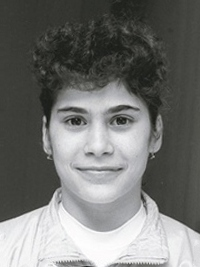
Celestina Popa

Celestina Popa-Toma, geb. Popa, (* 12. Juli 1970 in Ploiești) ist eine ehemalige rumänische Kunstturnerin.
1985 nahm Popa zum ersten Mal an den Weltmeisterschaften teil. In Montreal wurde sie im Mannschaftsmehrkampf Vize-Weltmeisterin. Bei den Weltmeisterschaften 1987 wurde Popa mit der rumänischen Mannschaft Weltmeisterin.
1988 nahm sie an den Olympischen Spielen teil. In Seoul gewann Popa mit der rumänischen Mannschaft die Silbermedaille. Außerdem startete sie im Einzelmehrkampf, im Bodenturnen, im Pferdsprung, am Schwebebalken und am Stufenbarren, konnte aber kein Finale erreichen.
1989 beendete sie nach einer Knieverletzung ihre Leistungssportkarriere. Danach arbeitete sie als Trainerin zuerst in Ploiești und später in Kanada. 2009 eröffnete sie gemeinsam mit ihrem Mann Flaviu Toma, einem ehemaligen rumänischen Turner, in Kanada das Celestina Popa Gymnastics.